# 石门镇 (天祝藏族自治县)
石门镇，是中华人民共和国甘肃省武威市天祝藏族自治县下辖的一个乡镇级行政单位。

## 行政区划
石门镇下辖以下地区：
社区、维芨滩村、石门村、大塘村、马营坡村、岔岔洼村、石板湾村、宽沟村和火烧城村。

## 交通
- 338国道过境。